# マヌ・バレイロ
マヌエル・"マヌ"・バレイロ・ブステロ（Manuel 'Manu' Barreiro Bustelo、1986年7月8日 - ）は、スペイン・ガリシア州サンティアゴ・デ・コンポステーラ出身のサッカー選手。SDコンポステラ所属。ポジションはFW。

## クラブ経歴
ガリシア州のサンティアゴ・デ・コンポステーラに生まれ、バレンシアCFのカンテラで育成された。2004-05シーズン、Bチームでキャリアをスタートさせるが、トップチーム昇格は叶わず、その後は下位リーグのクラブを転々とするシーズンを送った。
2014年6月27日、デポルティーボ・アラベスに2年契約で加入した。1シーズン目はセグンダ・ディビシオンの舞台で11ゴールを挙げると、翌2015-16シーズンは5得点を記録、クラブの10シーズンぶりとなるラ・リーガ昇格に貢献した。
キャリア初のラ・リーガで送るシーズンとなった2016-17シーズンだったが、前半戦でのリーグ戦出場が皆無であったため、2016年12月22日にクラブとの契約を解除した。
2019年1月28日、ジムナスティック・タラゴナを経てCDルーゴに3年半契約で移籍した。